# Europees kampioenschap korfbal 2010
De Europese kampioenschappen korfbal van 2010 was de 4e editie van het Europees kampioenschap korfbal. Deze editie werd gehouden van 22 oktober tot en met 27 oktober in Nederland. Wedstrijden werden gespeeld in Rotterdam, Leeuwarden, Tilburg, Almelo en Den Haag.
In deze edititie speelden 16 landen mee, het hoogste deelnemersveld tot nu toe.
Aangezien deze editie 16 deelnemende teams had, was er een grotere toernooiopzet.
Het toernooi werd opgedeeld in 2 poulefases, gevolgd door kruisfinales en finale.

## Speelsteden
| Stad       | Locatie                    | fase in competitie                                  |
| ---------- | -------------------------- | --------------------------------------------------- |
| Leeuwarden | Kalverdijkje               | 1e ronde Groep A                                    |
| Tilburg    | T-Kwadraat                 | 1e ronde Groep B                                    |
| Almelo     | IISPA                      | 1e ronde Groep C                                    |
| Den Haag   | Sporthal Eibernest/Vrolijk | 1e ronde Groep D                                    |
| Rotterdam  | Topsportcentrum Rotterdam  | 2e groepsfase,Kruisfinales,finales plaats 10 t/m 16 |
| Rotterdam  | Ahoy                       | Finales plaats 1 t/m 8                              |

## Eerste Groepsfase

#### Poule A
| Land      | Wed | W | G | V | DV  | DT  | DS  | Ptn |
| --------- | --- | - | - | - | --- | --- | --- | --- |
| Nederland | 3   | 3 | 0 | 0 | 122 | 24  | +98 | 9   |
| Duitsland | 3   | 2 | 0 | 1 | 65  | 60  | +5  | 6   |
| Hongarije | 3   | 1 | 0 | 2 | 41  | 78  | -37 | 3   |
| Servië    | 3   | 0 | 0 | 3 | 37  | 103 | -66 | 0   |

|                 |           |         |        |                                           |
| 22 oktober 2010 | Hongarije | 22 - 16 | Servië | Kalverdijkje Leeuwarden Scheidsrechter: ? |
| 22 oktober 2010 |           |         |        | Kalverdijkje Leeuwarden Scheidsrechter: ? |

|                 |           |        |           |                                           |
| 22 oktober 2010 | Nederland | 36 - 8 | Duitsland | Kalverdijkje Leeuwarden Scheidsrechter: ? |
| 22 oktober 2010 |           |        |           | Kalverdijkje Leeuwarden Scheidsrechter: ? |

|                 |           |         |        |                                           |
| 23 oktober 2010 | Duitsland | 36 - 13 | Servië | Kalverdijkje Leeuwarden Scheidsrechter: ? |
| 23 oktober 2010 |           |         |        | Kalverdijkje Leeuwarden Scheidsrechter: ? |

|                 |           |        |           |                                           |
| 23 oktober 2010 | Nederland | 41 - 8 | Hongarije | Kalverdijkje Leeuwarden Scheidsrechter: ? |
| 23 oktober 2010 |           |        |           | Kalverdijkje Leeuwarden Scheidsrechter: ? |

|                 |           |         |           |                                           |
| 24 oktober 2010 | Duitsland | 21 - 11 | Hongarije | Kalverdijkje Leeuwarden Scheidsrechter: ? |
| 24 oktober 2010 |           |         |           | Kalverdijkje Leeuwarden Scheidsrechter: ? |

|                 |           |        |        |                                           |
| 24 oktober 2010 | Nederland | 45 - 8 | Servië | Kalverdijkje Leeuwarden Scheidsrechter: ? |
| 24 oktober 2010 |           |        |        | Kalverdijkje Leeuwarden Scheidsrechter: ? |

#### Poule B
| Land      | Wed | W | G | V | DV  | DT | DS  | Ptn |
| --------- | --- | - | - | - | --- | -- | --- | --- |
| België    | 3   | 3 | 0 | 0 | 102 | 31 | +72 | 9   |
| Catalonië | 3   | 2 | 0 | 1 | 70  | 41 | +29 | 6   |
| Polen     | 3   | 1 | 0 | 2 | 31  | 72 | -41 | 3   |
| Schotland | 3   | 0 | 0 | 3 | 27  | 86 | -59 | 0   |

|                 |           |        |           |                                       |
| 22 oktober 2010 | Catalonië | 35 - 7 | Schotland | T-Kwadraat, Tilburg Scheidsrechter: ? |
| 22 oktober 2010 |           |        |           | T-Kwadraat, Tilburg Scheidsrechter: ? |

|                 |        |         |       |                                       |
| 22 oktober 2010 | België | 38 - 10 | Polen | T-Kwadraat, Tilburg Scheidsrechter: ? |
| 22 oktober 2010 |        |         |       | T-Kwadraat, Tilburg Scheidsrechter: ? |

|                 |       |         |           |                                       |
| 23 oktober 2010 | Polen | 16 - 11 | Schotland | T-Kwadraat, Tilburg Scheidsrechter: ? |
| 23 oktober 2010 |       |         |           | T-Kwadraat, Tilburg Scheidsrechter: ? |

|                 |        |         |           |                                       |
| 23 oktober 2010 | België | 29 - 12 | Catalonië | T-Kwadraat, Tilburg Scheidsrechter: ? |
| 23 oktober 2010 |        |         |           | T-Kwadraat, Tilburg Scheidsrechter: ? |

|                 |           |        |       |                                       |
| 24 oktober 2010 | Catalonië | 23 - 5 | Polen | T-Kwadraat, Tilburg Scheidsrechter: ? |
| 24 oktober 2010 |           |        |       | T-Kwadraat, Tilburg Scheidsrechter: ? |

|                 |        |        |           |                                       |
| 24 oktober 2010 | België | 35 - 9 | Schotland | T-Kwadraat, Tilburg Scheidsrechter: ? |
| 24 oktober 2010 |        |        |           | T-Kwadraat, Tilburg Scheidsrechter: ? |

#### Poule C
| Land     | Wed | W | G | V | DV | DT | DS  | Ptn |
| -------- | --- | - | - | - | -- | -- | --- | --- |
| Tsjechië | 3   | 3 | 0 | 0 | 85 | 33 | +52 | 9   |
| Portugal | 3   | 2 | 0 | 1 | 67 | 38 | +29 | 6   |
| Wales    | 3   | 1 | 0 | 2 | 33 | 75 | -42 | 3   |
| Turkije  | 3   | 0 | 0 | 3 | 31 | 70 | -39 | 0   |

|                 |          |        |         |                                     |
| 22 oktober 2010 | Portugal | 20 - 9 | Turkije | IISPA hal, Almelo Scheidsrechter: ? |
| 22 oktober 2010 |          |        |         | IISPA hal, Almelo Scheidsrechter: ? |

|                 |          |        |       |                                     |
| 22 oktober 2010 | Tsjechië | 32 - 7 | Wales | IISPA hal, Almelo Scheidsrechter: ? |
| 22 oktober 2010 |          |        |       | IISPA hal, Almelo Scheidsrechter: ? |

|                 |          |        |       |                                     |
| 23 oktober 2010 | Portugal | 30 - 9 | Wales | IISPA hal, Almelo Scheidsrechter: ? |
| 23 oktober 2010 |          |        |       | IISPA hal, Almelo Scheidsrechter: ? |

|                 |          |        |         |                                     |
| 23 oktober 2010 | Tsjechië | 33 - 9 | Turkije | IISPA hal, Almelo Scheidsrechter: ? |
| 23 oktober 2010 |          |        |         | IISPA hal, Almelo Scheidsrechter: ? |

|                 |       |         |         |                                     |
| 24 oktober 2010 | Wales | 17 - 13 | Turkije | IISPA hal, Almelo Scheidsrechter: ? |
| 24 oktober 2010 |       |         |         | IISPA hal, Almelo Scheidsrechter: ? |

|                 |          |         |          |                                     |
| 24 oktober 2010 | Tsjechië | 20 - 17 | Portugal | IISPA hal, Almelo Scheidsrechter: ? |
| 24 oktober 2010 |          |         |          | IISPA hal, Almelo Scheidsrechter: ? |

#### Groep D
| Land      | Wed | W | G | V | DV | DT | DS  | Ptn |
| --------- | --- | - | - | - | -- | -- | --- | --- |
| Rusland   | 3   | 3 | 0 | 0 | 65 | 50 | +25 | 9   |
| Engeland  | 3   | 2 | 0 | 1 | 75 | 38 | +37 | 6   |
| Ierland   | 3   | 1 | 0 | 2 | 32 | 53 | -21 | 2   |
| Slowakije | 3   | 0 | 0 | 3 | 33 | 64 | -31 | 1   |

| Datum   | Lokale tijd | Plaats   | Land      | Score   | Land      | Extra        |
| ------- | ----------- | -------- | --------- | ------- | --------- | ------------ |
| 22 okt. |             | Den Haag | Engeland  | 24 - 6  | Ierland   |              |
| 22 okt. |             | Den Haag | Rusland   | 23 - 14 | Slowakije |              |
| 23 okt. |             | Den Haag | Engeland  | 27 - 6  | Slowakije |              |
| 23 okt. |             | Den Haag | Rusland   | 16 - 12 | Ierland   |              |
| 24 okt. |             | Den Haag | Slowakije | 13 - 13 | Ierland   | Ierland wnv. |
| 24 okt. |             | Den Haag | Rusland   | 26 - 24 | Engeland  |              |

## Tweede Groepsfase
- Alle wedstrijden in het Topsport centrum in Rotterdam
- Nummers 1 t/m 4 in de groepen E en F plaatsen zich voor de halve finales om plaats 1 t/m 8
- Nummers 1 t/m 4 in de groepen G en H plaatsen zich voor de halve finales om plaats 9 t/m 16

#### Groep E
| Land      | Wed | W | G | V | DV  | DT | DS  | Ptn |
| --------- | --- | - | - | - | --- | -- | --- | --- |
| Nederland | 3   | 3 | 0 | 0 | 109 | 26 | +83 | 9   |
| Duitsland | 3   | 2 | 0 | 1 | 49  | 72 | -23 | 6   |
| Rusland   | 3   | 1 | 0 | 2 | 63  | 89 | -26 | 3   |
| Engeland  | 3   | 0 | 0 | 3 | 41  | 75 | -2  | 0   |

| Datum   | Lokale tijd | Plaats    | Land      | Score   | Land     |
| ------- | ----------- | --------- | --------- | ------- | -------- |
| 26 okt. | 16:30       | Rotterdam | Duitsland | 26 - 25 | Rusland  |
| 26 okt. | 20:30       | Rotterdam | Nederland | 34 - 6  | Engeland |
| 27 okt. | 16:30       | Rotterdam | Nederland | 39 - 12 | Rusland  |
| 27 okt. | 20:30       | Rotterdam | Duitsland | 15 - 11 | Engeland |

#### Groep F
| Land      | Wed | W | G | V | DV  | DT | DS  | Ptn |
| --------- | --- | - | - | - | --- | -- | --- | --- |
| België    | 3   | 3 | 0 | 0 | 139 | 43 | +96 | 9   |
| Tsjechië  | 3   | 2 | 0 | 1 | 53  | 69 | -16 | 6   |
| Portugal  | 3   | 1 | 0 | 2 | 58  | 64 | -6  | 3   |
| Catalonië | 3   | 0 | 0 | 3 | 41  | 72 | -31 | 0   |

| Datum   | Lokale tijd | Plaats    | Land      | Score   | Land     |
| ------- | ----------- | --------- | --------- | ------- | -------- |
| 26 okt. | 14:30       | Rotterdam | België    | 32 - 16 | Portugal |
| 26 okt. | 18:30       | Rotterdam | Catalonië | 17 - 18 | Tsjechië |
| 27 okt. | 14:30       | Rotterdam | België    | 35 - 15 | Tsjechië |
| 27 okt. | 18:30       | Rotterdam | Catalonië | 12 - 25 | Portugal |

#### Groep G
| Pos | Land      | Wed | W | G | V | DV | DT | DS  | Ptn |
| --- | --------- | --- | - | - | - | -- | -- | --- | --- |
| 1.  | Hongarije | 3   | 3 | 0 | 0 | 53 | 37 | +16 | 9   |
| 2.  | Ierland   | 3   | 2 | 0 | 1 | 43 | 37 | +6  | 6   |
| 3.  | Slowakije | 3   | 1 | 0 | 2 | 36 | 44 | -8  | 3   |
| 4.  | Servië    | 3   | 0 | 0 | 3 | 39 | 51 | -12 | 0   |

| Datum   | Lokale tijd | Plaats    | Land      | Score   | Land      |
| ------- | ----------- | --------- | --------- | ------- | --------- |
| 26 okt. | 13:30       | Rotterdam | Hongarije | 17 - 9  | Slowakije |
| 26 okt. | 15:30       | Rotterdam | Servië    | 10 - 16 | Ierland   |
| 27 okt. | 13:30       | Rotterdam | Hongarije | 14 - 13 | Ierland   |
| 27 okt. | 15:30       | Rotterdam | Servië    | 13 - 15 | Slowakije |

#### Groep H
| Pos | Land      | Wed | W | G | V | DV | DT | DS  | Ptn |
| --- | --------- | --- | - | - | - | -- | -- | --- | --- |
| 1.  | Polen     | 3   | 3 | 0 | 0 | 56 | 30 | +26 | 9   |
| 2.  | Wales     | 3   | 2 | 0 | 1 | 47 | 45 | +2  | 6   |
| 3.  | Turkije   | 3   | 1 | 0 | 2 | 35 | 52 | -27 | 0   |
| 4.  | Schotland | 3   | 0 | 0 | 3 | 38 | 49 | -11 | 0   |

| Datum   | Lokale tijd | Plaats    | Land      | Score   | Land    |
| ------- | ----------- | --------- | --------- | ------- | ------- |
| 26 okt. | 17:30       | Rotterdam | Polen     | 23 - 7  | Turkije |
| 26 okt. | 19:30       | Rotterdam | Schotland | 15 - 18 | Wales   |
| 27 okt. | 17:30       | Rotterdam | Polen     | 17 - 12 | Wales   |
| 27 okt. | 19:30       | Rotterdam | Schotland | 12 - 15 | Turkije |

## Kruisfinales
Alle wedstrijden in het Topsport centrum in Rotterdam

### Halve finales voor plaats 9 t/m 16
| Datum   | Lokale tijd | Plaats   | Land      | Score   | Land      | Extra   |
| ------- | ----------- | -------- | --------- | ------- | --------- | ------- |
| 28 okt. | 14:30       | Den Haag | Hongarije | 18 - 14 | Wales     | G1 - H2 |
| 28 okt. | 16:30       | Den Haag | Ierland   | 18 - 21 | Polen     | G2 - H1 |
| 28 okt. | 18:30       | Den Haag | Slowakije | 20 - 15 | Schotland | G3 - H4 |
| 28 okt. | 20:30       | Den Haag | Servië    | 23 - 12 | Turkije   | G4 - H3 |

### Halve finales voor plaats 1 t/m 8
| Datum   | Lokale tijd | Plaats   | Land      | Score   | Land      | Extra   |
| ------- | ----------- | -------- | --------- | ------- | --------- | ------- |
| 29 okt. | 14:30       | Den Haag | Tsjechië  | 11 - 36 | Nederland | F2 - E1 |
| 29 okt. | 16:30       | Den Haag | Duitsland | 10 - 33 | België    | E2 - F1 |
| 29 okt. | 18:30       | Den Haag | Rusland   | 15 - 19 | Catalonië | E3 - F4 |
| 29 okt. | 20:30       | Den Haag | Engeland  | 17 - 15 | Portugal  | E4 - F3 |

## Finales
| Datum   | Lokale tijd | Plaats    | Land      | Score   | Land    | Voor plaats | Extra     |
| ------- | ----------- | --------- | --------- | ------- | ------- | ----------- | --------- |
| 30 okt. | 14:30       | Rotterdam | Schotland | 16 - 12 | Turkije | 15 / 16     |           |
| 30 okt. | 16:30       | Rotterdam | Slowakije | 21 - 14 | Servië  | 13 / 14     |           |
| 30 okt. | 18:30       | Rotterdam | Wales     | 11 - 10 | Ierland | 11 / 12     |           |
| 30 okt. | 20:30       | Rotterdam | Hongarije | 19 - 20 | Polen   | 9 / 10      | Polen GG. |

| Datum   | Lokale tijd | Plaats | Land      | Score   | Land      | Voor plaats | Extra |
| ------- | ----------- | ------ | --------- | ------- | --------- | ----------- | ----- |
| 30 okt. | 14:30       | Ahoy   | Rusland   | 15 - 23 | Portugal  | 7 / 8       |       |
| 30 okt. | 16:30       | Ahoy   | Catalonië | 21 - 16 | Engeland  | 5 / 6       |       |
| 30 okt. | 18:30       | Ahoy   | Duitsland | 11 - 18 | Tsjechië  | 3 / 4       |       |
| 30 okt. | 20:30       | Ahoy   | België    | 21 - 25 | Nederland | 1 / 2       |       |

## Eindstand
| Plaats op ranglijst | Team      |
| ------------------- | --------- |
| Goud                | Nederland |
| Zilver              | België    |
| Brons               | Tsjechië  |
| 4                   | Duitsland |
| 5                   | Catalonië |
| 6                   | Engeland  |
| 7                   | Portugal  |
| 8                   | Rusland   |
| 9                   | Polen     |
| 10                  | Hongarije |
| 11                  | Wales     |
| 12                  | Ierland   |
| 13                  | Slowakije |
| 14                  | Servië    |
| 15                  | Schotland |
| 16                  | Turkije   |

| Europees Kampioen Korfbal 2010 |
| ------------------------------ |
| Nederland Vierde titel         |